# لاس غابياس
بلدية لاس غابياس (بالإسبانية: Las Gabias) هي بلدية تقع في مقاطعة غرناطة التابعة لمنطقة أندلوسيا جنوب إسبانيا.

## الديموغرافيا
بلغ عدد سكان بلدية لاس غابياس 17.970 نسمة عام 2011 (وفقاً للمعهد الوطني الإسباني للإحصاء).
| 7.576 | 8.338 | 9.428 | 12.280 | 13.950 | 16.369 | 17.970 |